# Ёнхор (Джидинский район)
Ёнхо́р (бур. Ёнхор — впадина, выемка) — село в Джидинском районе Бурятии. Административный центр сельского поселения «Ёнхорское».

## География
Расположено в 55 км к юго-востоку от райцентра, села Петропавловка, недалеко от границы с Монголией на правом берегу реки Джида.
Соседние населенные пункты — Зарубино, Дырестуй, Цаган-Усун, Боций, Тасархай, Белоозёрск.
Ближайшие железнодорожные станции — Наушки, Хужир.

## История
Первый колхоз «Красный партизан» был организован в Енхоре в 1927 году. Название объясняется тем фактом, что 80 процентов мужского населения села были в числе партизан. Начиная с 1936 года в хозяйстве выращивали коноплю для изготовления верёвок и вожжей, занимались огородничеством.
В 2009 году был освящен субурган «Жанчуб Чодден», посвященный Просветлению Будды.

## Население
| 2002 | 2008 | 2010 | 2012 | 2013 |
| ---- | ---- | ---- | ---- | ---- |
| 769  | ↗783 | ↘564 | ↗805 | ↘797 |

## Инфраструктура
- Общеобразовательная школа
- Детский сад
- Дом культуры
- Библиотека
- Врачебная амбулатория

## Экономика
Жители села заняты в аграрном секторе — животноводстве, растениеводстве.
Основная доля денежных доходов населения формируется социальными выплатами (пенсиями, пособиями) — 36 %, доля заработной платы составляет 33 %, от реализации сельскохозяйственной продукции — 31 %.

## Объекты культурного наследия (памятники истории и культуры)
- Могильник Енхор — средневековый и хуннский могильник, находится на юго-востоке села возле скалистых возвышенностей на правом берегу реки Джиды.
- Могильник Орцык (II—I тыс.до н. э. (херексуры)). На правом берегу реки Джиды в 7 км северо-восточнее села западнее крутой излучины реки, в урочище Орцык, в 1,3—1,4 км восточнее МФ Дэбэн.
- Могильник Бангазапсар I (II—I тыс. до н. э. — III в. до н. э. — I в. н. э.). В 10 км к северо-востоку от села на правом берегу реки Джиды, восточнее крутой излучины реки, к юго-западу от крутой каменистой горы.
- Могильник Бангазапсар II (X—XV вв. н. э.). В 100—150 м восточнее могильника Бангазапсар I, выше по течению пересохшего ручья, на его левом берегу, недалеко от проселочной дороги.

## Известные люди
- Дабаев, Балдан Самбуевич — Герой Социалистического Труда (1959), чабан совхоза «Боргойский».
- Булат Аюшеев (род. в 1963 году) — поэт, прозаик, главный редактор журнала «Байкал», уроженец села.

### Справочники
- Историко-культурный атлас Бурятии. — М.: ИПЦ «Дизайн. Информация. Картография», 2001
- Туристский путеводитель «Байкал». — М.: издательство VIZA, 2011
- Путеводитель путешественника «Туризм и отдых в Бурятии». — Иркутск: издательство «Время странствий», 2011